# Methylcyclohexanol
Methylcyclohexanol is een organische verbinding met als brutoformule C7H14O. Het is een stroperige kleurloze vloeistof met een kenmerkende geur. De stof is licht irriterend voor de ogen en de huid. Blootstelling aan hoge dampconcentraties kan irritatie van de ogen en de bovenste luchtwegen veroorzaken.
Chemisch gezien is de stof een mengsel van 3 isomeren: 2-methylcyclohexanol, 3-methylcyclohexanol en 4-methylcyclohexanol.